# Зопилотепек (Арселија)
Зопилотепек (шп. Zopilotepec) насеље је у Мексику у савезној држави Гереро у општини Арселија. Насеље се налази на надморској висини од 916 м.

## Становништво
Према подацима из 2010. године у насељу је живело 8 становника.

### Хронологија
| Година       | 2000        | 2005        | 2010 |
| ------------ | ----------- | ----------- | ---- |
| Становништво | 24 (9 / 15) | 19 (7 / 12) | 8    |

### Попис
| # | Индикатор                     | Вредност |
| - | ----------------------------- | -------- |
| 1 | Укупно домаћинстава           | 4        |
| 2 | Укупно насељених домаћинстава | 2        |
| 3 | Величина локације             | 1        |